# Apteronotus magdalenensis
Apteronotus magdalenensis és una espècie de peix d'aigua dolça pertanyent a la família dels apteronòtids. Va ser descrit com ubidia magdalensis per Cecil Miles el 1945.
- Pot arribar a fer 129 cm de llargària màxima.
- 181-203 radis tous a l'aleta anal.
- Coloració pàl·lida i marbrada amb taques de color marró.[2][3]
- És un peix d'aigua dolça, bentopelàgic i de clima tropical.[4]

Es troba a Sud-amèrica a la conca del riu Magdalena a l'estat de Colòmbia. És inofensiu per als humans.